# Клан Стерлинг

Герб вождей клана Стерлинг

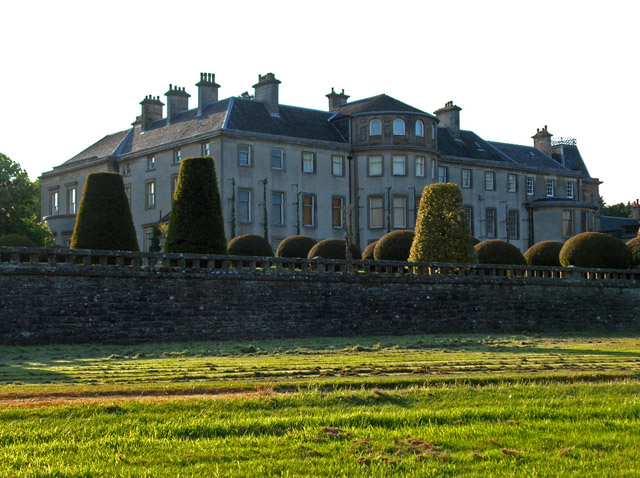
Замок Кейр.

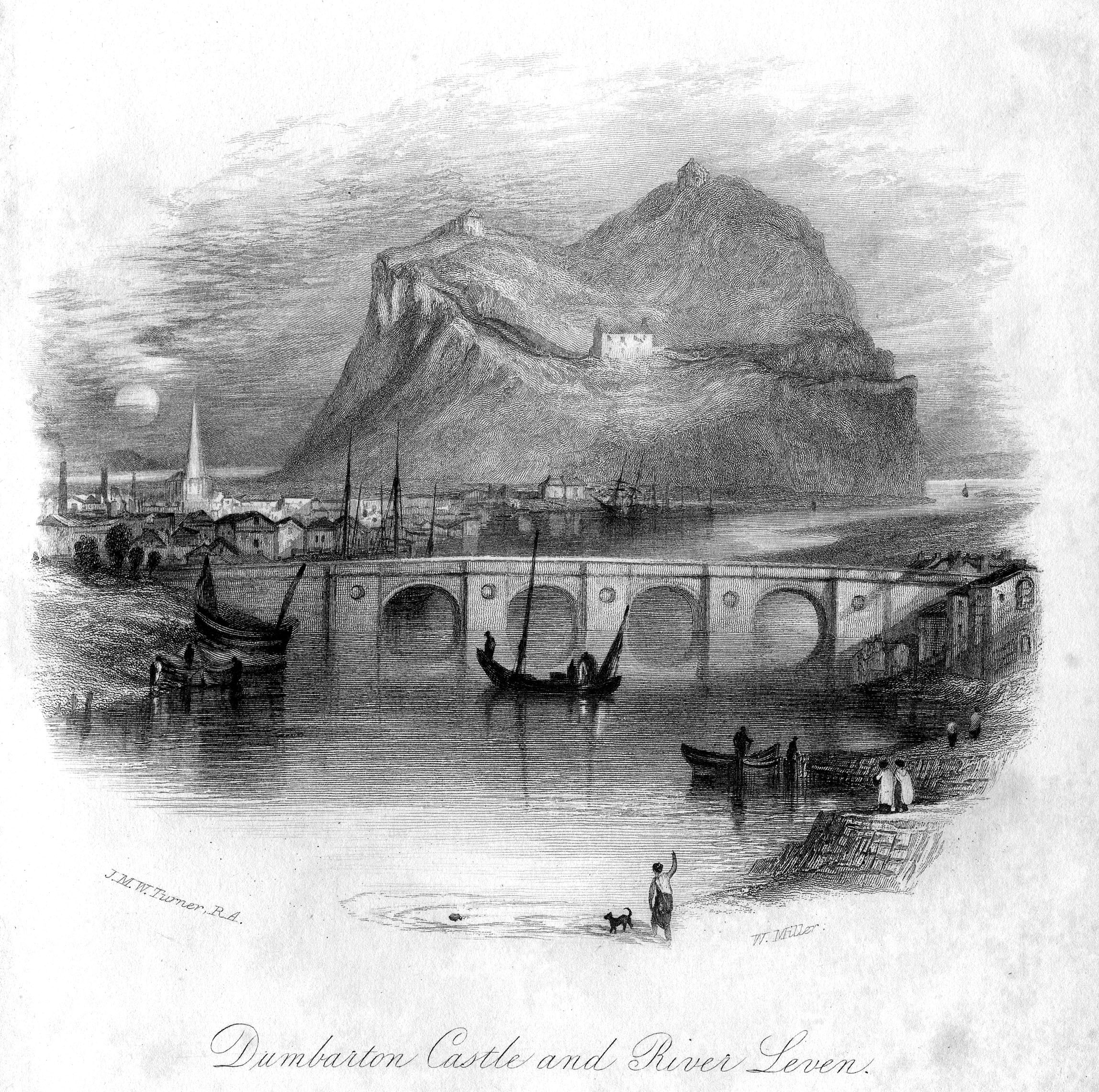
Замок Дамбартон. Рисунок 1836 года

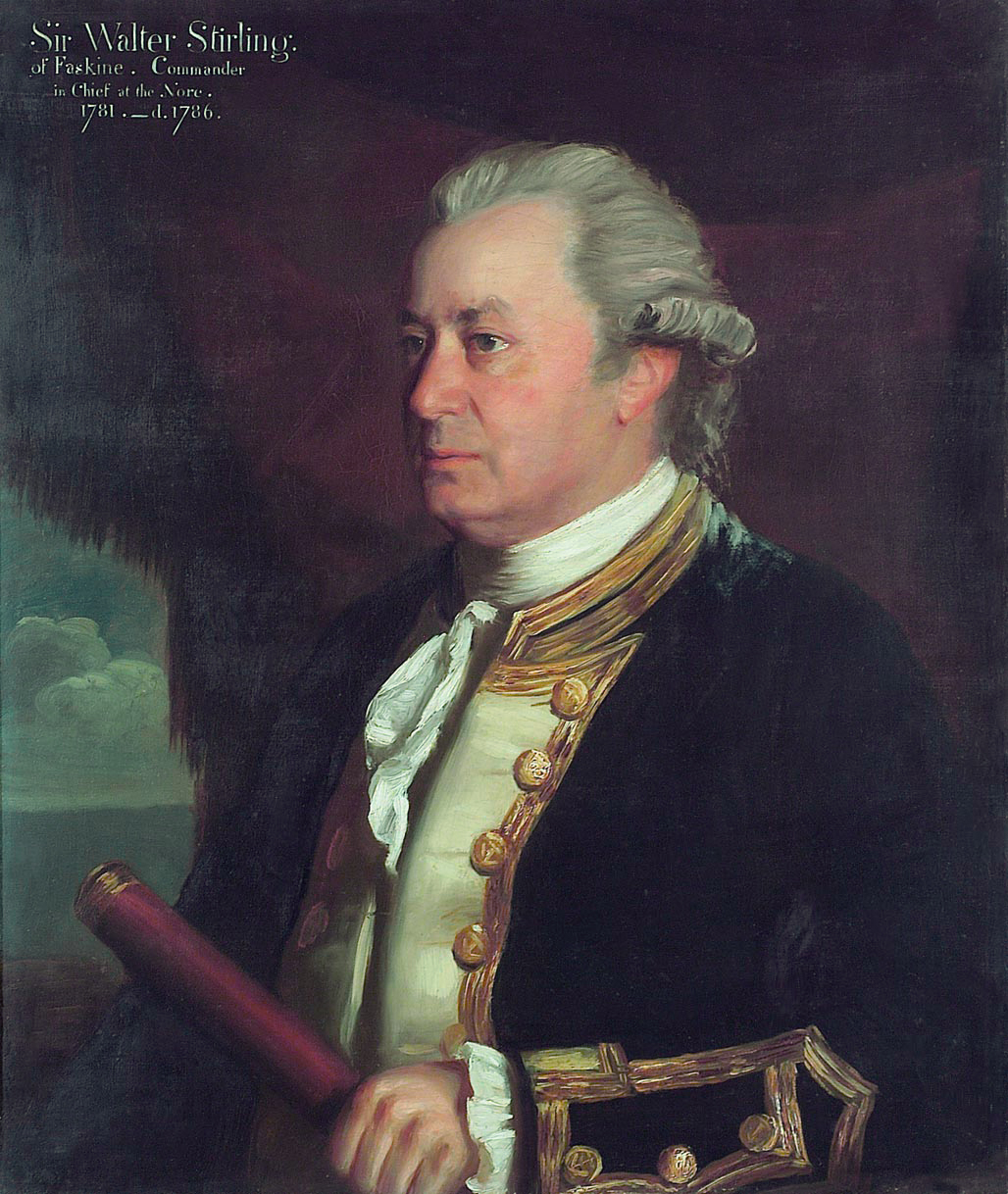
Адмирал Вальтер Стерлинг

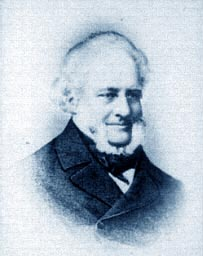
Адмирал сэр Джеймс Стерлинг

Клан Стерлинг (шотл. — Clan Stirling) — один из кланов равнинной части Шотландии (Лоуленд).
- Девиз клана: Gang forward (шотл.) — «Вперед» (Go forward)
- Земли клана: Ист-Данбартоншир, Стерлингшир[англ.], Пертшир
- Вождь клана: Френсис Джон Стерлинг из Каддера[1]
- Резиденция вождя клана: Окли-стрит, Лондон
- Историческая резиденция вождя клана: Замок Каддер-хаус
- Враждебные кланы: Кинкейд.

## История клана Стерлинг

### Происхождение клана Стерлинг
Происхождение название клана территориальное. В Шотландии есть местность Стерлинг, город Стерлинг, замок Стерлинг. Местность лежит на перекрестке дорог, есть версия, что название означает «место борьбы».
Впервые вожди клана Стерлинг упоминается в исторических документах в грамотах короля Шотландии Давида I. В документах, которые датируются 1147 годом, упоминается Торальдус (гэльск. — Thoraldus), который владел землями Каддер (гэльск. — Cadder). Его отпрыском был Александр де Стривелин, 5-й лэрд Каддер, который умер в 1304 году.

### XIV век
Во время Войны за независимость Шотландии потомок Александра де Стривелина — сэр Джон де Стривелин погиб в битве при Халидон-Хилле в 1333 году.

### XV—XVI века
Внук сэра Джона де Стривелина — сэр Уильям имел двух сыновей. Он в свою очередь тоже имел сыновей и старшего сына он тоже назвал Уильямом. В течение четырех поколений вожди клана Стерлинг называли старших сыновей именем Уильям. Через четыре поколения вождем клана Стерлинг стал второй сын вождя — сэр Джон де Стривелин, который стал 3-м лордом Крагернардом. Сэр Джон де Стривелин стал губернатором королевского замка Дамбартон и шерифом Данбартоншира. Король Шотландии Яков I назначил его хранителем королевского двора и оруженосцем. Он был посвящен в рыцари в 1430 году. Его сын — Уильям, получил титул графа Леннокса и земли Глорат. Уильям стал губернатором замка Дамбартон и эта должность перешла к его сыну — Джорджу, который защищал этот замок в 1534—1547 годах. Джордж участвовал в битве при Пинки в 1547 году и умер от ран, полученных в этой битве.
В 1581 году Малкольм Кинкейд из клана Кинкейд был убит Стерлингом из Гловата (Глората).

### XVII век
Правнуком Джорджа был сэр Мунго Стерлинг из Глората. Во время Гражданской войны он был убежденным сторонником роялистов и короля Карла I Стюарта. В знак признания его доблести и храбрости король посвятил в рыцари сэра Мунго. Сын сэра Мунго — Джордж Стерлинг, получил титул баронета Новой Шотландии в 1666 году.
Стерлинг из Кейра приобрел земли Кейр в Пертшире в середине XV века, когда принц Яков — сын короля Шотландии Якова II восстал против своего отца, сэр Уильям Стерлинг из Кейра одним из его сторонников. Потомком сэра Уильяма Стерлинга был сэр Арчибальд Стерлинг из Кейра — известный адвокат, который поддерживал короля во время Гражданской войны и заботился о восстановлении монархии в 1660 году. Ветка клана Стерлинг из Гардена происходит от этого сэра Арчибальда Стерлинга. Он также был назначен на должность судьи Верховного суда Шотландии под именем лорд Гарден. Его третий сын — Джеймс Стерлинг (1692—1770) был выдающимся математиком.

### XVIII век
Во время двух восстаний якобитов 1715 и 1745 годов клан Стерлинг и лэрды Стерлинг поддержали повстанцев и сражались за династию Стюарт и независимость Шотландии. Джеймс Стерлинг из Кейра был осужден за государственную измену, после он был оправдан. Его поместья были конфискованы за участие в восстании 1715 года, но впоследствии они были ему возвращены.
Адмирал Вальтер Стерлинг из Фаскина (1718—1786) служил в Королевском флоте и был назначен командующим флота Объединенного Королевства во времена правления короля Георга III. Члены линии клана Стерлинг из Фаскина утверждали, что они происходят от племянника короля Шотландии Вильгельма Льва, но на самом деле они были боковой ветвью Стерлинг из Каддера.
Адмирал Джеймс Стерлинг (1791—1865) принимал участие в войне против Соединенных Штатов Америки в 1812 году и впоследствии был губернатором Западной Австралии (1832, 1834—1839).

### Современная история
Клан Стерлинг был связан с замком Данбартон и в XX веке, когда в 1927 году сэр Джордж Стерлинг был назначен хранителем замка. В линии клана Стерлинг из Гардена был лорд-лейтенант Стерлинга и Фолкерка (до 2005 года). Подполковник сэр Дэвид Стирлинг (1915—1990) из линии клана Стерлинг из Кейра был основателем Специальной авиадесантной службы (САС) во время Второй мировой войны.

### Замки клана Стерлинг
- Замок Каддер — историческая резиденция вождей клана Стерлинг
- Замок Друмпеллир-хаус[англ.], около города Котбриджа, Норт-Ланаркшир
- Замок Кейр-хаус[англ.] возле Стерлинга, Центральная Шотландия
- Замок Дамбартон — несколько вождей клана Стерлинг, начиная с XV века, были шерифами этого замка.
- Замок Глорат-хаус[англ.] — резиденция вождей ветви Стерлинг из Глората (Ист-Данбартоншир).